# Goryszewo
Goryszewo – wieś w Polsce położona w województwie kujawsko-pomorskim, w powiecie mogileńskim, w gminie Mogilno.

## Podział administracyjny
W latach 1975–1998 miejscowość administracyjnie należała do województwa bydgoskiego.

## Demografia
Według Narodowego Spisu Powszechnego (III 2011 r.) liczyła 328 mieszkańców. Jest czternastą co do wielkości miejscowością gminy Mogilno.

## Koleje
We wsi mieści się nieczynna stacja kolejowa Kwieciszewo.

## Zabytki
- Dwór. Zbudowany w roku 1908, w tradycji obiektów rezydencjonalnych z elementami secesyjnymi. Wzniesiony na planie prostokąta, z ryzalitem środkowym od frontu i podwójnym ryzalitem w elewacji ogrodowej. Korpus parterowy, ryzality piętrowe. Dachy dwuspadowe.
- Park. W sąsiedztwie dworu.